# Game of Thrones/Staffel 1
Die erste Staffel der US-amerikanischen Fernsehserie Game of Thrones wurde 2011 erstmals im Fernsehen ausgestrahlt, beim US-Sender HBO. Der deutsche Sender TNT Serie übernahm 2011/12 die deutschsprachige Erstausstrahlung.

## Handlung
Die Erstausstrahlung der Staffel war vom 17. April bis zum 19. Juni 2011 auf dem US-amerikanischen Kabelsender HBO zu sehen. Die deutschsprachige Erstausstrahlung sendete der deutsche Pay-TV-Sender TNT Serie vom 2. November 2011 bis zum 4. Januar 2012.
| Nr. (ges.) | Nr. (St.) | Deutscher Titel                    | Originaltitel                         | Erstausstrahlung USA | Deutschsprachige Erstausstrahlung (D) | Regie          | Drehbuch                                   | Zuschauer (USA) | Länge      |
| --- | --------- | ---------------------------------- | ------------------------------------- | -------------------- | ------------------------------------- | -------------- | ------------------------------------------ | --------------- | ---------- |
| 1 | 1         | Der Winter naht                    | Winter Is Coming                      | 17. Apr. 2011        | 2. Nov. 2011                          | Tim Van Patten | David Benioff & D. B. Weiss                | 2,22 Mio.       | 63 Minuten |
| Der Episodenname ist zugleich das Familienmotto der Starks, das in der Folge mehrfach genannt wird. Hinter der gigantischen Eismauer im Norden des Kontinents Westeros stoßen drei Mitglieder der Nachtwache auf die untoten „Weißen Wanderer“. Den Zusammenstoß überlebt nur ein Mitglied. In der Nähe von Winterfell, dem Stammsitz des Hauses Stark, das im Norden herrscht, wird der Überlebende als Deserteur verurteilt und hingerichtet von Eddard „Ned“ Stark, dem Lord von Winterfell. Anwesend sind neben ihm noch seine Söhne Bran und Robb, sein Bastardsohn Jon Schnee, sein Mündel Theon Graufreud sowie einige Soldaten – in Winterfell blieben sein jüngster Sohn Rickon, seine beiden Töchter Sansa und Arya und seine Frau Catelyn. Auf dem Rückweg nach Winterfell werden junge Schattenwölfe gefunden, die die Starkkinder fortan aufziehen. Aus der Hauptstadt erreichen sie die Nachrichten, Jon Arryn, der als „Hand des Königs“ die Regierungsgeschäfte leitete und Eddards Ziehvater war, sei an einer Krankheit verstorben und der König, Robert Baratheon, sei unterwegs nach Winterfell. Nur wenig später trifft der König in Winterfell ein. Er wird von einem größeren Gefolge begleitet, darunter: seine Frau Cersei, ihr Zwillingsbruder Jaime Lennister, der in der Königsgarde dient, ihr jüngerer, kleinwüchsiger Bruder Tyrion Lennister, genannt „der Gnom“, Joffrey, Myrcella und Tommen, die Kinder des Königs sowie Prinz Joffreys Leibwächter Sandor Clegane, genannt „der Bluthund“. König Robert besucht mit Eddard das Grab von Eddards Schwester Lyanna, die vor 17 Jahren mit dem König verlobt war, aber von Rhaegar Targaryen, dem Sohn des damaligen Königs Aerys, geraubt wurde. Eddard und Robert rebellierten und stürzten Aerys. Bis auf seine Kinder Viserys und Daenerys Targaryen ist Aerys’ Geschlecht ausgestorben; Robert wurde der neue König. Er will, dass Eddard ihm als Hand des Königs dient und dass ihre Kinder Joffrey und Sansa heiraten. Eddard sagt aber noch nicht zu. Anschließend gibt es ein Festessen, auf dem auch Eddards Bruder Benjen, der zur Nachtwache gehört, erscheint. Jon Schnee erklärt Benjen, dass er Mitglied werden möchte, doch Benjen hält ihn für zu jung. Spät abends erreicht Eddard und seine Frau Catelyn eine Nachricht von Catelyns Schwester Lysa Arryn, der Witwe des verstorbenen Jon Arryn. Er sei von den Lennisters vergiftet worden. In der Stadt Pentos auf dem Kontinent Essos verheiratet der dort im Exil lebende Viserys Targaryen seine Schwester Daenerys mithilfe des Magisters Illyrio Mopatis an Khal Drogo, einen Stammeshäuptling der Dothraki, eines nomadischen Reitervolkes. Viserys möchte mit der Streitmacht Khal Drogos in Westeros einfallen und das Königreich seines Vaters zurückerobern. Auf der Hochzeit bekommt Daenerys als Geschenke Bücher vom Ritter Jorah Mormont, der aus Westeros stammt, aber seit einiger Zeit bei den Dothraki lebt, und wertvolle, versteinerte Dracheneier von Illyrio. Bran Stark wird zufällig Augenzeuge eines Geschlechtsakts der Königin Cersei und ihres Bruders Jaime. Daraufhin stößt Jaime Bran von einem Turm der Burg. |           |                                    |                                       |                      |                                       |                |                                            |                 |            |
| 2 | 2         | Der Königsweg                      | The Kingsroad                         | 24. Apr. 2011        | 9. Nov. 2011                          | Tim Van Patten | David Benioff & D. B. Weiss                | 2,20 Mio.       | 58 Minuten |
| In Essos lernt Daenerys Targaryen die Sitten der Dothraki kennen und versucht, sich zu behaupten. Ihren Dienerinnen zufolge sind die Drachen schon lange ausgestorben, nur noch die versteinerten Eier sind übrig. Jorah Mormont und Viserys begleiten sie und die Dothraki. Jorah gibt zu, in Westeros Sklaven verkauft zu haben und deswegen verbannt worden zu sein. In Winterfell wird davon ausgegangen, dass Bran beim Klettern vom Turm gestürzt ist. Er lebt, liegt aber im Koma. Tyrion möchte seinen Neffen Joffrey dazu bringen, den Starks sein Beileid über das Schicksal von Bran auszusprechen. Als dieser sich weigert, wird er von Tyrion geschlagen. Jon will mit seinem Onkel zur Mauer im Norden reisen und der Nachtwache beitreten. Zum Abschied schenkt er Arya, die lieber mit Waffen und Rüstungen spielt, als den typischen Frauentätigkeiten nachzugehen, ein scharfes Schwert. Catelyn weicht nicht von Brans Seite. Als sich Jon von ihm verabschieden will, schickt sie ihn aus dem Zimmer. Sie möchte Jon, den Ned mit einer anderen, unbekannten Frau gezeugt hat, nicht in ihrer Nähe haben. Nur Ned weiß, wer Jons Mutter ist, gibt ihre Identität jedoch nicht preis. Ned Stark hat zugesagt, den König in die Hauptstadt zu begleiten, und nimmt auf die Reise nach Süden auf dem sogenannten Königsweg seine beiden Töchter Arya und Sansa (die Prinz Joffrey heiraten soll) mit. Während der Reise erreicht sie die Nachricht von Daenerys’ und Khal Drogos Heirat: Nun wird spekuliert, dass diese womöglich Westeros angreifen werden. Jon, dessen Onkel Benjen und Tyrion Lennister reisen zur Mauer; letzterer, um sie zu besichtigen. Unterwegs kommen noch gefangengenommene Verbrecher zur Gruppe hinzu, die für die Nachtwache zwangsrekrutiert wurden. Im Gespräch zwischen Tyrion und Jon wird klar, dass Tyrions Vater 20 Jahre lang als Hand des Königs diente und dass dieser König von Jaime Lennister getötet wurde. In Winterfell taucht ein Attentäter auf, der Bran mit einem Messer töten will. Er verletzt Catelyn leicht und wird schließlich von Brans Wolf getötet. Catelyn untersucht daraufhin den Turm, von dem Bran gestoßen wurde. Im Inneren findet sie ein langes blondes Haar, das Cersei dort verloren hat – die einzige Person mit derartigen Haaren. Catelyn geht davon aus, dass Bran vom Turm gestoßen wurde, da er ausgezeichnet klettern konnte, und weiht eine kleine Gruppe von Vertrauten – darunter ihren Sohn Robb und Theon Graufreud – in ihre Erkenntnisse ein. Da der Attentäter einen sehr wertvollen Dolch bei sich trug, wurde er vermutlich von den Lennisters für den Mord an Bran bezahlt. Catelyn reist daraufhin in die Hauptstadt, um mit ihrem Mann zu sprechen. Sansa und Joffrey gehen während einer Rast auf der Reise in die Hauptstadt spazieren und begegnen Sansas Schwester Arya, die mit dem Sohn des Metzgers mit Stöcken spielerisch ficht. Als Joffrey mit seinem scharfen Schwert den Metzgersohn angreift und verletzt, schlägt Arya ihn mit ihrem Stock, woraufhin Joffrey wild nach Arya schlägt, allerdings ohne sie zu treffen. Als sie stolpert und nicht mehr ausweichen kann, beißt Aryas Wolf Joffrey in den Arm, woraufhin dieser sein Schwert fallen lässt, das Arya in den nahegelegenen Fluss wirft. Sie verscheucht ihren Wolf, um zu verhindern, dass er als Strafe getötet wird. Der Metzgersohn wird vom Bluthund zu Tode gehetzt. Königin Cersei besteht darauf, dass Sansas Wolf getötet wird, da er zu gefährlich sei. Als Eddard ihn tötet, erwacht Bran in Winterfell. |           |                                    |                                       |                      |                                       |                |                                            |                 |            |
| 3 | 3         | Lord Schnee                        | Lord Snow                             | 1. Mai 2011          | 16. Nov. 2011                         | Brian Kirk     | David Benioff & D. B. Weiss                | 2,44 Mio.       | 60 Minuten |
| Ned Stark trifft in der Hauptstadt Königsmund ein und begegnet im Thronsaal Jaime Lennister. Dieser erwähnt, wie der irre König Aerys in ebendiesem Saal Eddards Vater und Bruder lebendig verbrennen ließ. Als er später dem König sein Schwert in den Rücken gestoßen hatte, habe es sich nach Gerechtigkeit angefühlt. Eddard nimmt an der Sitzung des kleinen Rats teil. Mitglieder sind Renly Baratheon, ein jüngerer Bruder des Königs, Lord Varys, der sich um das Spionagenetzwerk des Reiches kümmert, Großmaester Pycelle, der bereits dem vorherigen König diente, und Lord Petyr Baelish, der für die Finanzen verantwortlich ist. Dort erfährt Eddard, dass die Krone mit 6 Millionen Golddrachen verschuldet ist, obwohl der irre König gefüllte Schatzkammern hinterließ. Im Gespräch zwischen Cersei und Joffrey sind beide der Meinung, die Starks wären ihre Feinde. Jaime erklärt Cersei, dass er, falls nötig, alle Starks töten werde, um ihre Liebschaft geheim zu halten. Bran werden Geschichten erzählt über einen jahrelang andauernden Winter und die „lange Nacht“, in der zahlreiche Menschen vor Kälte sterben, was aber Robb als erfundene Gruselgeschichten abtut. Arya und Sansa sind wegen des Vorfalls mit dem Wolf zerstritten. Arya möchte Joffrey töten. Eddard erfährt, dass sie ein scharfes Schwert besitzt und dass sie lernen möchte, damit umzugehen, und erlaubt ihr, es zu behalten. Später wird sie vom Schwertmeister Syrio Forel unterrichtet. Währenddessen erreicht Jon Schnee die Mauer, wo er bei der Ausbildung unfreundlich aufgenommen wird. Bei der ersten Übung kann er dank seiner Ausbildung auf Winterfell alle anderen Rekruten besiegen, schlägt sie aber blutig und bricht einem die Nase, wodurch er sich gleich zu Beginn unbeliebt macht. Vom Ausbilder wird er unter anderem als „Lord Schnee“ verspottet. Später gibt er den anderen Rekruten Tipps beim Kämpfen. Der Kommandant der Nachtwache heißt Jeor Mormont und ist Jorahs Vater. Jeor Mormont und Maester Aemon bitten Tyrion, den König oder die Königin davon zu überzeugen, der Nachtwache weitere Männer, Waffen und Proviant zu schicken. Im nahenden Winter könnten sie die Angriffe der Wildlinge nördlich der Mauer sonst nicht abwehren. Außerdem häuften sich Berichte über (angeblich längst ausgestorbene) Weiße Wanderer. Tyrion unterhält sich auch mit Yoren, einem Mitglied der Nachtwache, der durch das Königreich reist, um Rekruten anzuwerben. Tyrion ist der Meinung, die Wildlinge nördlich der Mauer seien nicht anders als die Menschen südlich davon, nur hätten sie das Pech gehabt, beim Bau der Mauer auf der falschen Seite gewesen zu sein. Benjen, der erste Grenzer, will sich nördlich der Mauer umsehen. Gleichzeitig macht sich Catelyn Stark auf die Reise nach Süden, um dem Attentäter von Bran auf die Spur zu kommen, und trifft in Königsmund ihren Jugendfreund Petyr Baelish. Dieser benennt den „Gnom“ Tyrion als letzten Besitzer des Attentäter-Dolches. Baelish habe den Dolch bei einer Wette an Tyrion verloren. Obwohl Catelyn versucht hat, unbemerkt zu Eddard zu gelangen, wurde Baelish von Varys über ihre Ankunft informiert. Varys weiß auch über den Mordversuch an Bran und den Dolch Bescheid. Später wird Eddard von Baelish in das Bordell geführt, wo sie beschließen, dass Baelish und Eddard nach weiteren Beweisen für Tyrions Schuld suchen, während Catelyn nach Winterfell zurückkehrt. König Robert tauscht alte Kriegsgeschichten mit Barristan Selmy, einem seiner Königsgardisten, und Jaime Lennister aus. Jaime, der „Königsmörder“, berichtet, wie er den irren König tötete und dieser, während er starb, nur dasselbe rief wie schon seit Stunden: „Verbrennt sie alle“. Währenddessen versucht der Knappe des Königs, Lancel Lennister, dessen Wünschen nach immer mehr Wein nachzukommen. In Essos kommt es auf der Straße nach Vaes Dothrak, der Hauptstadt der Dothraki, zum Streit zwischen Daenerys und Viserys, wobei letzterer einsehen muss, dass er bei den Dothraki keinerlei Einfluss und Geltung besitzt, während Daenerys bereits in der Lage ist, dem Khalasar – der Dothraki-Horde – Befehle zu erteilen. Jorah Mormont spricht sie ab sofort mit „Khaleesi“ (Königin) an. Als er erfährt, dass sie schwanger ist, verlässt er die Dothraki, will aber bald zurückkehren. |           |                                    |                                       |                      |                                       |                |                                            |                 |            |
| 4 | 4         | Krüppel, Bastarde und Zerbrochenes | Cripples, Bastards, and Broken Things | 8. Mai 2011          | 23. Nov. 2011                         | Brian Kirk     | Bryan Cogman                               | 2,45 Mio.       | 58 Minuten |
| Bran träumt von einem dreiäugigen Raben, dem er durch die Burg folgt (Im Traum kann er gehen!). Als er erwacht, schickt Theon ihn zu Robb; dem hünenhaften Stallburschen Hodor fällt, wie ab jetzt häufiger, die Aufgabe zu, Bran zu tragen. Tyrion erreicht mit Yoren Winterfell und wird von Robb empfangen. Er schenkt Bran Baupläne für einen speziellen Sattel, mit dem es ihm möglich wäre, trotz seiner gelähmten Beine zu reiten. Auf die Frage von Robb, warum er so hilfsbereit gegenüber Bran sei, antwortet Tyrion, in seinem Herzen sei viel Platz für „Krüppel, Bastarde und Zerbrochenes“. In verschiedenen Gesprächen wird erwähnt, dass die Graufreuds vor einigen Jahren während einer Revolte gegen König Robert die Flotte der Lennisters überfielen und verbrannten. Später eroberten die Lennisters mit den Starks die Heimat der Graufreuds, wobei Theons Brüder starben. Theon musste als Mündel nach Winterfell, das er nicht verlassen darf. Außerdem wird erwähnt, dass die Drachen ehemals von mutigen Männern geritten wurden, dass durch die Drachen von Aegon dem Eroberer, der Westeros eroberte, der Eiserne Thron „geschmiedet“ wurde und dass sie über die Generationen hinweg immer kleiner wurden, bis die letzten Drachen Schädel von der Größe eines Katzenschädels hatten. Bei der Nachtwache kommt Samwell „Sam“ Tarly an, ein dicker, verängstigter, junger Mann. Der Ausbilder Allisar Thorn fordert die anderen Rekruten auf, ihn zu schlagen, um ihn zum Kämpfen zu provozieren. In der Nacht überzeugt Jon die Rekruten, Sam fortan nicht mehr zu quälen, woraufhin Thorn von den Gefahren und Entbehrungen jenseits der Mauer berichtet. Er selbst sei einmal ausgeritten, um gegen Manke Rayder, den „König jenseits der Mauer“, zu kämpfen, sei dabei jedoch mit seinen Kameraden in einen unerwartet früh einsetzenden Winter geraten und sechs Monate lang in der Wildnis eingeschneit gewesen. Als ihnen die Vorräte ausgegangen seien, hätten sie sogar begonnen, ihre Toten zu verspeisen, um nicht zu verhungern. Als Sam mit Jon auf der Mauer Wache hält, erzählt Sam, dass sein adeliger Vater ihn gezwungen hat, zur Nachtwache zu gehen und auf sein Erbe zu verzichten, andernfalls werde Sam einen „Unfall“ haben. Die Horde der Dothraki kommt in Vaes Dothrak an. Jorah Mormont ist bereits wieder bei ihnen. Man erfährt, dass er von Ned Stark verbannt wurde wegen des Sklavenhandels, den er laut eigener Aussage einging, weil er kein Geld und eine teure Frau hatte, die sich nun „an einem anderen Ort, mit einem anderen Mann“ befindet. Derweil beschwert sich Viserys heftig über die Dothraki, weil diese immer noch nicht seine Feinde in Westeros angreifen wollen. Als Daenerys ihm für das anstehende Festessen die typische einfache Lederkleidung der Dothraki schenkt, gerät Viserys in Rage und schlägt nach ihr, weil er diese Kleidung als unter seiner Würde erachtet. Sie schlägt zurück, was sie bisher nie gewagt hat. Daenerys sieht sich immer mehr als selbstbewusste Anführerin der Dothraki und weniger als kleine Schwester von Viserys. Sie und Jorah Mormont sind sich einig, dass Viserys ein schlechter König und Heerführer wäre. Beide wünschen sich die Rückkehr nach Hause. In einer Ratssitzung bittet der Hauptmann der Stadtwache, Janos Slynt, um weitere Männer während des anstehenden Turnieres zu Ehren Eddards als neue Hand des Königs. Anschließend spricht Eddard mit Großmaester Pycelle unter vier Augen über den Tod Jon Arryns. Pycelle zufolge handelte es sich um eine schnelle, kurze Krankheit. Gift als „Waffe der Frauen, Feiglinge und Eunuchen“ kann er nicht ausschließen und weist darauf hin, dass Lord Varys ein Eunuch ist. Jon Arryns letzte Worte waren laut Pycelle „Die Saat ist stark“, die er ständig wiederholt habe. Außerdem habe Jon Arryn in der Nacht vor seinem Tod bei Pycelle nach einem Ahnenregister mit den Adelsgeschlechtern von Westeros gefragt. Eddard leiht sich das Register von Pycelle aus. Kurz vor seinen eigenen Quartieren begegnet er Arya, die ihre Schwertkampftechnik verbessern will und daher übt, lange auf einem Bein zu stehen, und plant, Katzen zu jagen. Das Leben als Lady lehnt sie ab. Am nächsten Tag spricht Petyr Baelish Eddard auf das Buch an, womit klar ist, dass Pycelle den Inhalt ihres Gespräches weitergegeben hat. Baelish erklärt Eddard, dass es in Königsmund viele einfache Leute gibt, die sich als Spione für die Königin, Varys oder ihn selbst etwas dazuverdienen, und dass er niemandem trauen solle. Außerdem erklärt Baelish, dass Jons Knappe Hugh unmittelbar nach dessen Tod zum Ritter geschlagen wurde, ohne dass es einen Grund gebe – jedenfalls keinen, der nicht irgendwie mit Jons Tod zu tun hat. Hugh zeigt sich allerdings wenig gesprächig und stirbt beim Turnier im Kampf gegen Gregor Clegane, genannt der Berg, den Bruder des Bluthundes. Eddard besucht den Schmied, den Jon Arryn vor seinem Tod häufig besuchte, und stellt fest, dass dessen Lehrling Gendry ein Bastard von König Robert ist. Tyrion Lennister und Yoren kommen in einem Rasthaus an. Da sämtliche Betten belegt sind, zahlt Tyrion Bronn Geld, um dessen Bett nutzen zu können. Im selben Rasthaus befindet sich auch Catelyn Stark. Tyrion spricht sie an, woraufhin sie ihn gefangen nehmen lässt; sie will ihn nach Winterfell bringen. |           |                                    |                                       |                      |                                       |                |                                            |                 |            |
| 5 | 5         | Der Wolf und der Löwe              | The Wolf and the Lion                 | 15. Mai 2011         | 30. Nov. 2011                         | Brian Kirk     | David Benioff & D. B. Weiss                | 2,58 Mio.       | 57 Minuten |
| Im Gespräch mit Eddard erklärt König Robert, dass er seinen Knappen Lancel Lennister für einen Idioten hält und ihn nur auf Drängen seiner Frau Cersei erduldet. Diese wiederum habe er nur auf Drängen von Jon Arryn geheiratet, um die Lennisters für sich zu gewinnen. Im Gespräch des Königspaares wird klar, dass beide kein Interesse an ihrer Ehe haben, dass diese aber das Königreich mit seinen zahlreichen zerstrittenen Adligen zusammenhalte. Jorah Mormonts Nachricht über die Schwangerschaft Daenerys Targaryens erreicht den König. Dieser besteht in einer Ratssitzung auf einem Attentat, um die Invasion der Dothraki zu verhindern. Er zerstreitet sich mit Eddard, der sein Amt als Hand des Königs niederlegt, da er mit einem Attentat auf eine schwangere Frau nichts zu tun haben will, während die übrigen Ratsmitglieder dafür sind. Tyrion, Catelyn und Bronn reisen ostwärts Richtung Hohenehr zu Catelyns Schwester Lysa, die dort nach dem Tode Jon Arryns regiert. Unterwegs werden sie von Bergstämmen überfallen, können den Angriff jedoch zurückschlagen. Tyrion tötet im Kampf einen Gegner. Auf Hohenehr wird ihm von Lysa vorgeworfen, Jon Arryn getötet zu haben. Er wird eingekerkert. Arya jagt in der Hauptstadt Katzen hinterher und gelangt so in ein abgelegenes Verlies, in dem die Drachenschädel aufbewahrt werden. Dort belauscht sie zufällig ein Gespräch zwischen Varys und Magister Illyrio Mopatis aus Pentos. Das Gespräch ist kryptisch, bildreich, und die Zusammenhänge sind nicht ganz klar. So heißt es unter anderem „Wolf und Löwe werden einander an die Kehle gehen“ – eine Anspielung auf die Wappentiere der Starks (Wolf) und der Lennisters (Löwe). Es wird ein Attentat auf Eddard erwähnt sowie die geplante Invasion der Dothraki, für die Illyrio und Varys mehr Zeit benötigen würden. Arya berichtet ihrem Vater davon, der ihr aber nicht glaubt. Yoren bittet Eddard, die Verliese nach möglichen Rekruten für die Nachtwache durchsuchen zu dürfen, und informiert ihn, dass Catelyn Tyrion gefangen genommen hat. Varys erwähnt gegenüber Eddard ein spezielles tödliches Gift, das keinerlei Spuren hinterlasse und Symptome wie die einer Krankheit hervorrufe. Damit sei Jon Arryn vergiftet worden, vermutlich von seinem damaligen Knappen, dem verstorbenen Ser Hugh. Auf wessen Auftrag dieser gehandelt habe, ist jedoch unklar. Jedenfalls sei auch der König in Gefahr. Im Turnier besiegt Loras Tyrell, genannt der Ritter der Blumen, den Berg. Loras und Renly Baratheon haben eine sexuelle Beziehung. Loras ermutigt Renly, selbst König zu werden. Loras' Vater würde ihn finanziell unterstützen. Eddard will möglichst schnell mit seinen Töchtern die Hauptstadt verlassen. Petyr Baelish überredet ihn, vorher noch die letzte Person zu treffen, mit der Jon Arryn vor seinem Tode sprach. Er führt Eddard in das Bordell von Baelish und stellt ihm eine Prostituierte vor, die eine Tochter von Robert hat. Zwischen Ned Stark und Jaime Lennister kommt es aufgrund der Gefangennahme Tyrions zur offenen Konfrontation, wobei Ned von einem Soldaten der Lennisters verwundet wird. |           |                                    |                                       |                      |                                       |                |                                            |                 |            |
| 6 | 6         | Eine goldene Krone                 | A Golden Crown                        | 22. Mai 2011         | 7. Dez. 2011                          | Daniel Minahan | David Benioff, D. B. Weiss & Jane Espenson | 2,44 Mio.       | 55 Minuten |
| König Robert drängt Eddard, seine Frau Catelyn dazu zu bewegen, Tyrion freizulassen. Außerdem solle Eddard wieder als seine Hand dienen, andernfalls werde der König Jaime Lennister ernennen. Dieser wird für den Angriff auf Eddard nicht angeklagt, da Robert auf das Wohlwollen von Jaimes Vater Tywin angewiesen ist. Daenerys legt eines der Dracheneier auf heiße Kohlen und nimmt es nach einer Weile wieder in die Hand. Als ihr eine Dienerin das Ei abnimmt, verbrennt sich diese daran die Finger, während die von Daenerys unversehrt sind. Als Initiationsritus bei den Dothraki isst sie das rohe Herz eines Hengstes. Ihr noch ungeborener Sohn soll „der Hengst, der die Welt besteigt“ werden und alle dothrakischen Stämme versammeln, um Westeros zu erobern. Viserys versucht, die wertvollen Dracheneier zu stehlen, um sich damit eine Armee zu kaufen, wird aber von Jorah Mormont aufgehalten. Bei anschließenden Feierlichkeiten pöbelt Viserys herum und verlangt von Khal Drogo die Krone, die ihm zustehe, andernfalls werde er das ungeborene Kind aus Daenerys Leib herausschneiden. Khal Drogo schüttet ihm geschmolzenes Gold über den Kopf, womit Viserys nun die Krone habe, die ihm zustehe. Daenerys kommentiert: „Er war kein Drache. Feuer kann einen Drachen nicht töten.“ (Das Wappentier der Targaryen ist ein Drache.) Tyrion besteht auf einen Schiedsspruch durch Zweikampf. Bronn erklärt sich bereit, für ihn zu kämpfen, und gewinnt, woraufhin Tyrion freigelassen wird. Bran hat erneut den Traum mit dem dreiäugigen Raben und bekommt seinen speziellen Sattel, mit dem er nun reiten kann. Er wird von einer Gruppe Wildlinge angegriffen, die aber von Theon getötet werden bis auf das Wildlingsmädchen Osha, das gefangengenommen wird. Bauern berichten Eddard von Mord, Vergewaltigung und Brandschatzung in den Flusslanden, aus denen Catelyn stammt. Die Banditen, die vom „Berg“ Gregor Clegane angeführt werden, haben zur Verdeutlichung Fische hinterlassen, das Wappentier der Tullys, die in den Flusslanden herrschen. Eddard beschließt in seinem Amt als Hand des Königs, den Berg all seiner Ämter und Ländereien zu entheben, und beauftragt Beric Dondarrion, den Berg festzunehmen. Außerdem solle sich Tywin Lennister, der der Lehnsherr des Berges ist, binnen 14 Tagen in der Hauptstadt einfinden oder des Hochverrates angeklagt werden. Dem von Pycelle ausgeliehenen Ahnenregister entnimmt Eddard, dass die Baratheons seit jeher schwarze Haare haben. Die Lennisters sind blond! Die angeblichen Kinder von Robert und Cersei, alle blond, sind also in Wahrheit die Kinder von Jaime und Cersei. |           |                                    |                                       |                      |                                       |                |                                            |                 |            |
| 7 | 7         | Gewinn oder stirb                  | You Win or You Die                    | 29. Mai 2011         | 14. Dez. 2011                         | Daniel Minahan | David Benioff & D. B. Weiss                | 2,40 Mio.       | 60 Minuten |
| Aufgrund der Gefangennahme Tyrions durch Catelyn Stark und um die Position seines Hauses zu stärken, zieht Tywin Lennister in den Krieg. Ned konfrontiert Cersei damit, dass der Vater ihrer Kinder Jaime ist. Robert kehrt schwer verletzt von der Jagd zurück. Bevor er stirbt, ernennt er Ned zum Lord-Protektor. Ned sucht Hilfe bei Petyr Baelish, der ihm die Unterstützung der Stadtwache zusichert. Renly Baratheon, der Ned Stark zuvor vergeblich um Hilfe bei der Durchsetzung des eigenen Thronanspruchs gebeten hat, flieht mit seinem heimlichen Geliebten Loras Tyrell aus der Hauptstadt. Als Ned der Königin Roberts Edikt übergibt, wonach „der rechtmäßige Erbe“ erst nach Erreichen seiner Volljährigkeit regieren soll, kommt es zur Konfrontation. An der Mauer leisten Jon Schnee und Samwell Tarly ihren Eid. Jon erfährt, dass sein Onkel Benjen verschollen ist. In Vaes Dothrak kommt es zu einem erfolglosen Attentatsversuch (mit vergiftetem Wein) auf Daenerys, woraufhin Khal Drogo sich entschließt, in Westeros einzufallen. |           |                                    |                                       |                      |                                       |                |                                            |                 |            |
| 8 | 8         | Das spitze Ende                    | The Pointy End                        | 5. Juni 2011         | 21. Dez. 2011                         | Daniel Minahan | George R. R. Martin                        | 2,72 Mio.       | 61 Minuten |
| Ned Stark sitzt als Gefangener im Verlies der Hofburg und wird des Verrats an König Joffrey beschuldigt. Arya Stark konnte entkommen, doch Sansa Stark ist eine königliche Geisel; alle anderen Mitglieder des Starkhaushalts wurden ermordet. Sansa wird gezwungen, einen Brief an ihren Bruder Robb zu schreiben, der nach Königsmund kommen soll, um den Lehnseid zu leisten. Dieser beschließt jedoch, seine Truppen zu sammeln, um Ned zu befreien. Dabei muss er sich auch gegenüber seinen Lehnsleuten behaupten, darunter Jon Umber. Nachdem Catelyn Stark von der Situation erfahren hat, bittet sie Lysa Arryn vergeblich um militärische Hilfe und reist daraufhin zu Robb. Tyrion Lennister trifft in den Bergen des Tals von Arryn auf Mitglieder der dort lebenden wilden Stämme; durch das Versprechen einer reichen Belohnung überredet er sie, ihn zu seinem Vater Tywin zu begleiten. Jon Schnee, der erschüttert ist von den Nachrichten über seinen Vater, und die Männer der Nachtwache erfahren in der Zwischenzeit, dass die „Weißen Wanderer“ real sind. Jon kann einen durch die Wanderer wiederbelebten Toten durch Feuer vernichten. Daenerys Targaryen erlebt nach einem Sieg der Dothraki über die „Lammmenschen“, welches Schicksal die besiegten Überlebenden erwartet, und setzt sich daraufhin für sie ein. Unter diesen Schützlingen Daenerys’ ist die Hexe Mirri Maz Duur. Diese behandelt die Wunde von Khal Drogo, die er während eines Duells erlitten hat. |           |                                    |                                       |                      |                                       |                |                                            |                 |            |
| 9 | 9         | Baelor                             | Baelor                                | 12. Juni 2011        | 28. Dez. 2011                         | Alan Taylor    | David Benioff & D. B. Weiss                | 2,66 Mio.       | 59 Minuten |
| Robb Stark führt ein starkes Heer nach Süden, nachdem es Catelyn gelungen ist, die Unterstützung des verschlagenen Lords Walder Frey zu erlangen, der dafür verlangt, dass Robb eine seiner Töchter heiraten soll. Tywin Lennister schlägt die Starks, wobei er seinen Sohn Tyrion, der inzwischen eine junge Frau namens Shae als Geliebte hat, in Lebensgefahr bringt. Doch der Angriff war nur eine Finte Robbs, der in der Zwischenzeit mit seinem Hauptheer Jaime Lennister besiegt und gefangengenommen hat. Ned Stark erhält die Zusage, er könne sein Leben retten, wenn er seinen angeblichen Verrat gestehe und das Geheimnis um Cerseis Kinder verschweige. Nur widerstrebend, um seine Familie zu schützen, willigt er ein, doch Joffrey hält sich nicht an die Absprache. Nachdem Ned öffentlich seinen angeblichen Verrat gestanden hat, lässt Joffrey ihn köpfen, wobei Arya auf dem Platz anwesend ist. An der Mauer ist Jon Schnee hin- und hergerissen zwischen seinem Eid gegenüber der Nachtwache und der Loyalität zu seiner Familie. Im Osten verschlechtert sich der Zustand des verletzten Khal Drogo dramatisch, sein Gefolge droht währenddessen auseinanderzubrechen. Daenerys versucht verzweifelt, Drogos Leben zu retten, und lässt sogar zu, dass die undurchsichtige Hexe Mirri Maz Duur verbotene Blutmagie einsetzt. |           |                                    |                                       |                      |                                       |                |                                            |                 |            |
| 10 | 10        | Feuer und Blut                     | Fire and Blood                        | 19. Juni 2011        | 4. Jan. 2012                          | Alan Taylor    | David Benioff & D. B. Weiss                | 3,04 Mio.       | 55 Minuten |
| Die Nachricht von Neds Hinrichtung erreicht Winterfell und Robb, der mit seinem Heer noch in den Flusslanden steht. Er und seine Mutter sind niedergeschlagen, aber auch entschlossen, Vergeltung zu üben. Die dort versammelten Lords rufen Robb schließlich zum König des Nordens aus, was er akzeptiert. Da außerdem Stannis und Renly Baratheon jeweils Anspruch auf den Eisernen Thron erheben, gibt es nun vier Könige im Reich. Arya gelingt mit Hilfe Yorens, eines Mitglieds der Nachtwache, die Flucht aus der Hauptstadt, wo die traumatisierte Sansa immer noch als Geisel festgehalten wird und sich nun keine Illusionen mehr über Joffreys sadistischen Charakter macht. Tywin Lennister ist über die Nachricht von Jaimes Gefangennahme schockiert. Ein Frieden mit den Starks erscheint nach der Hinrichtung Neds unmöglich; er entsendet daher Tyrion als seinen Stellvertreter nach Königsmund. An der Mauer wird Jon von seinen Freunden abgehalten zu desertieren, und Lord Kommandant Mormont entschließt sich, eine Streitmacht in das Gebiet nördlich der Mauer zu entsenden. Im Osten beendet Daenerys, die ihr ungeborenes Kind verloren hat, das Leiden Khal Drogos, den der Großteil seiner Männer bereits verlassen hat. Im Verlauf der Feuerbestattung wird Mirri Maz Duur getötet. Am Tag darauf sehen Jorah und die anderen, die bei der Bestattung zugegen waren, die Auswirkungen einer schon verloren geglaubten Magie: sie knien ehrfürchtig nieder. |           |                                    |                                       |                      |                                       |                |                                            |                 |            |

## Beispiele für Unterschiede zum Buch
Der Winter naht (1.01):
- Im Prolog überlebt der junge Will die Begegnung mit den Anderen, um dann später als Deserteur hingerichtet zu werden. Im Buch ist dies der ältere Gared.
- In der Serie muss Eddard seine Frau Catelyn überzeugen, dass er als Hand des Königs mit diesem nach Königsmund gehen will. Im Buch ist es genau umgekehrt.

Der Wolf und der Löwe (1.05)
- In der Serie werden Loras Tyrell und Renly Baratheon explizit als homosexuelles Paar dargestellt. Im Buch hingegen wird dies nur subtil angedeutet. So wird (auch in den späteren Büchern) die enge Beziehung zwischen Loras Tyrell und Renly Baratheon betont, wobei mehrere Personen recht eindeutige Anspielungen bzw. Aussagen machen. Martin selbst sagte, dass die angedeutete Homosexualität seiner Intention entsprach.[5]
- In der Serie heißt der Sohn von Jon und Lysa Arryn Robin anstatt wie im Buch Robert, da er nicht mit Robb Stark und Robert Baratheon verwechselt werden sollte.

Baelor (1.09):
- In der Serie wird Tyrion noch vor der Schlacht am Grünen Arm von einem Hammer seiner eigenen Leute getroffen und ist während der gesamten Schlacht bewusstlos. Im Buch kämpft Tyrion in der Schlacht mit.
- Als Maester Aemon seine Abstammung enthüllt, wird in der englischen Originalfassung eine Änderung im Familienstammbaum des Hauses Targaryen deutlich: In den Büchern ist er der Urgroßonkel von Daenerys und Viserys, in der Serie aber ihr Großonkel. In der deutschen Übersetzung wurde hingegen wieder auf die Buchversion zurückgegriffen.

Feuer und Blut (1.10)
- In der Serie entsteigt Daenerys den Flammen mitsamt ihrem Haarschopf; im Buch sind auch ihre Haare vollständig verbrannt.